# Biskupice u Luhačovic
Biskupice (deutsch Biskupitz) ist eine Gemeinde in Tschechien. Sie liegt acht Kilometer nordöstlich von Uherský Brod und gehört zum Okres Zlín.

## Geographie
Biskupice befindet sich im westlichen Teil der Vizovická vrchovinain der Region Luhačovské Zálesí. Das Dorf erstreckt sich unterhalb des Zusammenflusses der Bäche Ludkovický potok und Kaňovický potok im Tal des Černý potok bis zu dessen Einmündung in die Šťávnice. Nördlich erhebt sich der Kopec (337 m), im Osten der Vrbecko (338 m) und die Ovčírna (429 m), südöstlich die Okrouhlá (379 m), im Süden die Goliáška (369 m), südwestlich der Barák (383 m) und im Westen der Březí (376 m).
Nachbarorte sind Kaňovice und Ludkovice im Norden, Horní Dvůr und Luhačovice im Nordosten, Kladná Žilín und Přečkovice im Osten, Podlipský Mlýn und Rudice im Südosten, Polichno im Süden, Maršov im Südwesten, Pašovice im Westen sowie Dobrkovice, Seče und Velký Ořechov im Nordwesten.

## Geschichte
Biskupice wurde vermutlich im 8. Jahrhundert gegründet. Es wird angenommen, dass das Dorf seit der Errichtung der Propstei Spytihněv durch Břetislav I. im Jahre 1028 zu deren Gütern gehörte. Die erste schriftliche Erwähnung von Biscupici erfolgte 1131 in einem Güterverzeichnis des Bistums Olmütz als Besitz der Kirche in Spytihněv. Nach den Einfällen der Goldenen Horde von 1241 und der im Sold des Ungarnkönigs Béla IV. stehenden kumanischen Horde im Jahre 1253 war die Gegend entvölkert. Als Bischof Bruno von Schauenburg 1256 den Ritter Helembert von Thurn mit dem verödeten Slavičíner Sprengel belehnte, verblieb Biscopiz weiterhin im bischöflichen Besitz. Im Jahre 1274 reichte Bischof Bruno Pyschopyz schließlich als Lehngut an Jindřich von Domašov. Zum Ende des 14. Jahrhunderts gehörte das Lehn Biskupice dem Geschlecht Kužel. Ab 1392 erfolgten Teilungen des Gutes. Einen Anteil hielt Kunáš von Biskupice, den anderen Janáč Kužel. Im darauffolgenden Jahr belehnte Bischof Nikolaus von Riesenburg noch Erhart von Kunstadt († 1415) mit einem Teil von Biskupice. Im Jahre 1400 überließ Bischof Johannes Frost einen Lehnhof dem Olbram von Pannovice. Zwischen 1493 und 1500 besaß Veit von Wall das Gut, der das Prädikat de Biskupicz verwendete. Nachfolgende Besitzer waren ab 1521 die Ritter Vlachovský von Vlachovice. Um 1606 fielen drei Viertel des Lehns an das Bistum heim, das diesen Teil für 3000 Mährische Gulden Veit Fellndorfer von Borotín überließ. Den anderen Anteil mit sieben Untertanen hielten 1619 die Protestanten Václav und Jaroslav Vlachovský. Wegen der Beteiligung von Jaroslav Vlachovský am Ständeaufstand wurde von dessen auf 1500 Mährische Gulden taxierten Teil ein Drittel konfisziert und an Jan Kokorský von Kokor übergeben, der ihn 1654 wegen Felonie wieder verlor. Nach 1630 erwarb Ferdinand Sak von Bohunovice den Fellndorferschen Anteil. Den Kokorschen Anteil überließ das Bistum 1656 Anton Goerz von Astein, von dem ihn Jiří Dětřich Petřivaldský von Petřvald erwarb. Um 1680 verkaufte Zikmund Ferdinand Sak von Bohunovice seinen Anteil an Biskupitz an Johann Anton Minkwitz von Minkwitzburg, der ihn 1683 für 5100 Gulden an Johann Ignaz von Lindenberg verkaufte. Lindenberg kaufte zwei Jahre später noch den kleineren Anteil von Biskupitz Jiří Dětřich Petřivaldský für 8000 Gulden ab und vereinte beide Teile wieder. Da Lindenberg ohne männliche Nachkommen verstarb, fiel das Lehn wieder an das Bistum heim, das das Lehn 1698 gegen Zahlung von 8000 Gulden dem Dominik Andreas I. von Kaunitz übertrug. Dieser schloss Byskupicz an seine Herrschaft Uherský Brod an. Nach dem Tod von Alois Wenzel Fürst von Kaunitz, mit dem 1848 die mährische Linie der Fürsten Kaunitz erlosch, fiel auch Biskupitz Albrecht Graf von Kaunitz aus der böhmischen Linie zu. Bis zur Mitte des 19. Jahrhunderts blieb Biskupitz immer nach Uherský Brod untertänig. Biskupitz und Prakšice waren die einzigen Güter in der Gegend, die bis zum Ende des 19. Jahrhunderts über sechseinhalb Jahrhunderte stets Lehen des Bistums blieben. Besitzer der Güter waren bis ins 20. Jahrhundert die Grafen von Kaunitz.
Nach der Aufhebung der Patrimonialherrschaften bildete Biskupice ab 1850 eine Gemeinde in der Bezirkshauptmannschaft Uherský Brod. 1897 verstarb Albrecht Graf von Kaunitz und seine Schwester Eleonora erbte den Hof. Sie verkaufte ihn 1902 an die Gemeinde. 1905 nahm die Lokalbahn Aujezd–Luhatschowitz den Betrieb auf, wodurch Biskupice einen Bahnanschluss erhielt. Zwischen 1927 und 1928 errichtete der Baumeister Málek aus Uherský Brod in Biskupice eine Ringofen-Ziegelei, die am 9. Februar 1929 niederbrannte. Im selben Jahre entstand die Brücke über den Černý potok. 1930 wurde die Ziegelei durch einen neuen Besitzer wiederaufgebaut. Im Jahre 1961 wurde die Gemeinde dem Okres Gottwaldov zugeordnet, der seit 1990 wieder den Namen Okres Zlín trägt. Gepfarrt ist das Dorf nach Luhačovice.

## Ortsgliederung
Für die Gemeinde Biskupice sind keine Ortsteile ausgewiesen. Zu Biskupice gehört die Ansiedlung Podlipský Mlýn.

## Sehenswürdigkeiten
- Kapelle Mariä Himmelfahrt, errichtet 1996/97
- Steinernes Kreuz, errichtet 1866

## Söhne und Töchter der Gemeinde
- Milan Máčala (* 1943), Fußballspieler und -trainer